# John Part
John Part (né le 29 juin 1966 à Toronto) est un ancien joueur canadien professionnel de fléchettes et commentateur télévisuel canadien, surnommé Darth Maple.
Il est triple champion du monde, grâce à sa victoire au championnat du monde BDO en 1994 et à ses succès aux Championnats du monde PDC de 2003 et 2008. Il est statistiquement le joueur nord-américain le plus titré de l'histoire, premier joueur non britannique à remporter le championnat du monde et le seul non européen à ce jour à remporter le championnat du monde de fléchettes PDC.
En 2017, il est intronisé au Temple de la renommée de la Professional Darts Corporation.